# Коэн, Жонатан
Жонатан Коэн (фр. Jonathan Cohen; род. 16 июня 1980, Париж, Сен-Сен-Дени, Франция) — французский актёр и комик.

## Биография
Внук раввина, Жонатан Коэн был единственным ребёнком разведённых родителей, когда ему было пять лет. Его отец работал в парфюмерной промышленности, а мать работала в Креди Агриколь. Он вырос в Пантен в Сен-Сен-Дени со своей матерью.
Не получив степень в конце средней школы, он начал трудовую жизнь, работая сначала в сфере недвижимости, а затем продавцом окон.
Однажды он приходит на урок театральной импровизации по настоянию друга. Взволнованный этим открытием, Жонатан Коэн через два месяца решил уйти со своего поста в компании Isotherm, чтобы поступить в театральную школу Ateliers du Sudden, основанную Раймондом Аквавива.
В начале 2000 года он был принят в Высшую национальная консерваторию драматического искусства. В 2001 году с друзьями уехал попытать счастья в Нью-Йорк по трехмесячной туристической визе, работал официантом, потом, после терактов 11 сентября, решил вернуться в Париж.

## Фильмография

### Фильмы
- 2006 : Как ты прекрасен! от Лиза Азуэлос : тамада на свадебной ярмарке
- 2009 : Partir от Катрин Корсини : банкир
- 2010 : Я её любил. Я его любила от Забу Брайтман : официант
- 2010 : Le Village des ombres от Fouad Benhammou : Матьё
- 2012 : Замуж на 2 дня от Паскаль Шомей : Патрик
- 2013 : Любовь без пересадок от Alexandre Castagnetti : Юго
- 2013 : Добро пожаловать в ПОП от Martin Le Gall : Паскаль
- 2013 : Снова 16 от Tristan Séguéla : продавец шашлыка
- 2014 : Любовь от всех болезней от Дани Бун : Марк
- 2014 : Одна встреча от Лиза Азуэлос : Марк
- 2015 : Вместе или никак от Kheiron : Шокри
- 2016 : La Folle Histoire de Max et Léon от Jonathan Barré : командир Пулен
- 2016 : Развод по-французски от Мартен Бурбулон : Эдуар
- 2017 : De plus belle от Anne-Gaëlle Daval : Фредерик
- 2017 : И смех и грех от Fabrice Éboué : Самюэль, раввин
- 2018 : Моя бывшая подружка от Victor Saint Macary : Фредерик
- 2018 : Мальчишник в Европе от Xavier Gens : Арно
- 2018 : Новая жизнь Аманды от Michaël Hers : Аксель
- 2019 : Ничего себе каникулы! от Patrick Cassir : Бен
- 2019 : Белоснежка. Сказка для взрослых от Анн Фонтен : Сам
- 2020 : Ужасные джунгли от Hugo Bénamozig и David Caviglioli : подполковник Франсуа-Ив Распайес
- 2021 : Армия воров от Маттиас Швайгхёфер : агент Венсан Делакруа
- 2023 : Астерикс и Обеликс: Поднебесная от Гийом Кане : Грейндемейс
- 2023 : Шопоголики от Эрик Толедано и Оливье Накаш : Брюно

### Сериалы
- 2011—2012 : Короче : Шарль (из 39 серии)
- 2015—2016 : Bloqués : Cерж — лжец
- 2016 : Serge le Mytho : Cерж — лжец
- 2019—2021 : Семейный бизнес (Netflix) от Igor Gotesman : Жозеф Азан
- 2020 : La Flamme : Марк
- 2022 : Le Flambeau : Марк

## Личная жизнь
С 2013 по 2015 год он был в отношениях с актрисой Мелани Бернье.
С 2016 года его компаньоном является DJ Piu Piu. В 2019 году они стали родителями дочери по имени Глория.